# Nguyễn Huy Phan
Nguyễn Huy Phan (14 tháng 7 năm 1928 – 17 tháng 9 năm 1997) là một Thiếu tướng, giáo sư, tiến sĩ khoa học kiêm nhà khoa học người Việt Nam. Cùng với Võ Văn Châu, ông được xem là người đặt nền móng cho ngành phẫu thuật tạo hình và vi phẫu thuật ở Việt Nam.
Ông cũng là người thành lập Bộ môn Phẫu thuật tạo hình đầu tiên tại Trường Đại học Y Hà Nội năm (1991), được nhà nước Việt Nam phong tặng danh hiệu Thầy thuốc Nhân dân.

## Tiểu sử và sự nghiệp
Nguyễn Huy Phan sinh ngày 14 tháng 7 năm 1928 tại xã Dương Xá, huyện Gia Lâm, thành phố Hà Nội. Ông là người con thuộc dòng họ khoa bảng Nguyễn Huy ở Làng Sủi (Phú Thị, Gia Lâm, Hà Nội). Tổ chi họ của ông di cư tới thôn Dương Đình, xã Dương Xá (cách làng Sủi hơn 1 km) khoảng trên 200 năm trước. Thuở nhỏ, ông chứng kiến cảnh bệnh tật, chết đi sống lại của anh trai mình khi bị viêm ruột thừa cấp. Khâm phục Giáo sư Tôn Thất Tùng chỉ bằng một can thiệp phẫu thuật chính xác, kịp thời đã cứu sống được anh trai, Nguyễn Huy Phan luôn mơ ước được trở thành bác sĩ ngoại khoa. Năm 1946, 18 tuổi, ông vào Đại học Y khoa Hà Nội. Đang học năm thứ nhất Đại học, kháng chiến toàn quốc 1946 bùng nổ, Nguyễn Huy Phan gia nhập quân đội với tư cách là tự vệ chiến đấu kiêm cứu thương. Trong một lần đến kiểm tra đơn vị, thanh tra quân y, bác sĩ Trần Hữu Nghiệp, phát hiện ra Nguyễn Huy Phan còn quá trẻ, làm việc say mê, lại có những hiểu biết về ngoại khoa nên đã khuyên Nguyễn Huy Phan đi học... Năm 1947, ông được đi học trường Y tại Tuyên Quang, cứ 6 tháng học lại đi phục vụ chiến dịch vài ba tháng. Trong một chiến dịch, ông bắt gặp một cô dân công bị thương đến độ méo mó, dị dạng khuôn mặt. Tuy cứu sống được cô gái, song không giữ được khuôn mặt xinh đẹp cho cô, ông luôn cảm thấy ám ảnh... Ông nung nấu quyết tâm trở thành bác sĩ ngoại khoa chuyên phẫu thuật tạo hình. Năm 1951, học xong năm thứ tư, thời chiến chưa đủ điều kiện để tổ chức thi bác sĩ, ông nhận chức danh y sĩ cao cấp và đi phục vụ các mặt trận ở phía Bắc Việt Nam, từ chiến dịch Trung du đến chiến dịch Điện Biên Phủ năm 1954.
Tháng 1-1955 Nguyễn Huy Phan thi đỗ bác sĩ Đại học Y khoa Hà Nội rồi được giữ lại giảng dạy bộ môn giải phẫu. Mùa thu 1955, bác sĩ Nguyễn Huy Phan được cử đi làm nghiên cứu sinh tại Liên Xô với đề tài mà từ lâu ông vẫn ấp ủ: Phẫu thuật tạo hình vùng cổ mặt. Tại đây, trong suốt 4 năm nghiên cứu học tập, ông đã trực tiếp tham gia giải phẫu ở viện Chấn thương - Chỉnh hình và viện Phẫu thuật thẩm mỹ trung ương Moskva. Tháng 9-1959, Nguyễn Huy Phan bảo vệ thành công luận án Phó tiến sĩ y học với đề tài: Điều trị phẫu thuật các khối u máu vùng hàm mặt và trở thành Phó tiến sĩ (tương đương Tiến sĩ hiện nay) y học đầu tiên ở Việt Nam. Về nước, ông đảm nhận chức vụ Trưởng khoa Phẫu thuật Tạo hình Bệnh viện Quân y 108, từ 1978-1990 là Phó Giám đốc Bệnh viện. Năm 1983 ông bảo vệ thành công luận án tiến sĩ y khoa (tương đương Tiến sĩ khoa học hiện nay) với đề tài Tạo hình phức hợp trong điều trị các dị chứng vết thương hoả khí lớn vùng hàm mặt. Ông được phong Học hàm Phó giáo sư vào năm 1980, Giáo sư vào năm 1984, Thiếu tướng Quân đội nhân dân Việt Nam năm 1988, Thầy thuốc Nhân dân năm 1988. Năm 1991 Nguyễn Huy Phan thành lập và là trưởng Bộ môn Phẫu thuật tạo hình đầu tiên trường Đại học Y Hà Nội.
Thiếu tướng, Giáo sư Nguyễn Huy Phan, mất năm 1997 sau một thời gian bị mắc bệnh ung thư mà ông giấu gia đình, đồng nghiệp để toàn tâm toàn ý cống hiến.

## Cống hiến
Giáo sư, Thiếu tướng Nguyễn Huy Phan là người tiên phong trong phẫu thuật tạo hình Việt Nam. Ông là tác giả 118 tài liệu và công trình khoa học về phẫu thuật tạo hình và vi phẫu thuật, 110 bài viết và báo cáo khoa học về lĩnh vực phẫu thuật chung, 23 tài liệu bằng tiếng nước ngoài...

### Xây dựng ngành phẫu thuật tạo hình Việt Nam
Nguyễn Huy Phan đã đặt nền móng và gặt hái được nhiều thành công trong việc phẫu thuật tạo hình mà đỉnh cao là công trình Giải phẫu tạo hình dương vật. Năm 1969 Nguyễn Huy Phan thực hiện ca phẫu thuật tạo hình dương vật đầu tiên ở Việt nam, ông tiến hành với 6 lần mổ kéo dài trong 7 tháng điều trị tại chỗ. Ca phẫu thuật thành công làm nức lòng Nguyễn Huy Phan và cộng sự là những học trò của ông. Tính đến năm 1979 thì thầy trò ông đã tiến hành thành công 25 ca phẫu thuật tạo hình dương vật. Quy trình phẫu thuận tạo hình này có 6 thì mổ, mỗi thì cách nhau khoảng một tháng. Kết quả của quá trình phẫu thuật rất thành công. Với người đã có vợ, cảm giác hạnh phúc trong quan hệ vợ chồng hầu như không bị ảnh hưởng gì; những người chưa vợ nếu tinh hoàn, tuyến tiền liệt... vẫn còn đầy đủ chức năng thì có thể lấy vợ, sinh con bình thường.
Mùa Đông 1979, Nguyễn Huy Phan được Hội phẫu thuật tạo hình Pháp mời sang tham gia một số cơ sở tạo hình ở Paris, Lyon, Marseille và dự Hội nghị phẫu thuật tạo hình lần thứ 24 của Pháp với sự tham gia của khoảng 500 đại biểu trong và ngoài nước. Tuy không có trong chương trình nghị sự, ông đã được dành 15 phút để trình bày những kinh nghiệm của mình trong việc tạo hình dương vật và hội nghị đã sôi nổi thảo luận đến 25 phút về bản báo cáo này - một ngoại lệ hiếm có trong các hội nghị khoa học quốc tế. Từ đó cho đến năm 1986, Nguyễn Huy Phan cùng các cộng sự của mình, cũng bằng kỹ thuật ngoại khoa quy ước (phẫu thuật quy ước, đôi khi còn được gọi là phẫu thuật kinh điển, phẫu thuật thông thường) tuy có vài thay đổi tiểu tiết trong thứ tự tiến hành, đã phẫu thuật thành công thêm 29 ca tạo hình dương vật nữa.

### Ứng dụng vi phẫu thuật mạch máu - thần kinh
Kỹ thuật mổ vi phẫu chỉ mới xuất hiện vào những năm 1920, sau khi phát minh ra kính hiển vi và Carl Nylen lần đầu tiên trong lịch sử dùng kính hiển vi để mổ tai giữa thành công. Bước sang thập kỷ 1960, với kỹ thuật hiện đại, con người đã sáng chế được nhiều công cụ y học tiên tiến. Trên thế giới, những năm của thập lỷ 1970 là thời kỳ nở rộ của kỹ thuật vi phẫu mạch máu - thần kinh tạo nên sự bùng nổ trong kỹ thuật ngoại khoa.
Năm 1975, sau chiến dịch Hồ Chí Minh, Việt Nam thống nhất đã tạo nhiều thuận lợi cho việc tận dụng những tiến bộ từ nguồn thông tin khoa học kỹ thuật thế giới nói chung và y học nói riêng vào Việt Nam. Nguyễn Huy Phan đã theo dõi được những tiến bộ khoa học của nền y học thế giới, đặc biệt là kỹ thuật ngoại khoa. Năm 1977, phát hiện tại Tổng y viện Cộng hoà Sài Gòn có một chiếc kính hiển vi để mổ mà không dùng, Nguyễn Huy Phan đã xin điều về Quân y viện 108 Hà Nội. Năm 1980, Nguyễn Huy Phan là người đã tiên phong thực hiện nghiên cứu, tìm hiểu và thực hiện kỹ thuật mổ vi phẫu tại Việt Nam. Ông đã lập một phòng thí nghiệm với kính mổ và sưu tầm những kim chỉ khâu cực mảnh, đèn đốt lưỡng cực..., tự sáng tạo thêm những dụng cụ cần thiết khác từ các dụng cụ vẫn dùng để mổ mắt... Từ phòng thí nghiệm này, ông đã thí nghiệm thành công việc mổ nối các động mạch tĩnh chủ bụng, chậu chung, đùi chuột cống trắng rồi ứng dụng vào kỹ thuật vi phẫu tạo hình trong lâm sàng. Năm 1981, lần đầu tiên ở Việt Nam, tại Bệnh viện Trung ương Quân đội 108, bác sĩ Nguyễn Huy Phan thực hiện thành công việc nối một ngón tay đứt lìa khỏi bàn tay. Tiếp đó là việc nghiên cứu để cải tiến phẫu thuật tạo hình áp dụng kỹ thuật vi phẫu mạch máu – thần kinh.
Năm 1991, Nguyễn Huy Phan đã mổ thành công ca tạo hình dương vật đầu tiên ở Việt Nam bằng kỹ thuật vi phẫu mạch máu – thần kinh. Với kỹ thuật này, chỉ phải tiến hành một thì mổ kéo dài trong khoảng 9-10 giờ được thực hiện bởi hai kíp mổ phối hợp nhịp nhàng.
Cho tới đầu năm 1995, Nguyễn Huy Phan đã tiến hành thành công 10 ca tạo hình dương vật bằng kỹ thuật vi phẫu mạch máu – thần kinh. Việc làm của ông đã được sự theo dõi sát sao của các Hội Phẫu thuật tạo hình thế giới, đặc biệt là Pháp và Mỹ. Tháng 1-1995, Hội Phẫu thuật tạo hình Hoa Kỳ mời Nguyễn Huy Phan dự Hội nghị quốc tế phẫu thuật tạo hình tại Florida. Từ những ứng dụng vi phẫu thuật đầu tiên của Nguyễn Huy Phan, theo Phó Giáo sư Nguyễn Tài Sơn, cho đến năm 2014: vi phẫu Việt Nam đã có 35 năm kinh nghiệm, có thể thực hiện tất cả các loại vạt tự do trên cơ thể để che phủ các khuyết hổng tổ chức do chấn thương sau phẫu thuật cắt các khối u, hoặc tạo dựng lại các cơ quan bị khuyết hổng như mũi, môi, ngực, vành tai, dương vật,... Trình độ kỹ thuật và tỷ lệ thành công của Việt Nam tương đương với các trung tâm nghiên cứu lớn trên thế giới.

## Sứ mệnh ngoại giao nhân dân
Năm 1991, ông được cử làm Chủ tịch Hội Việt Mỹ góp phần vào quá trình bình thường hóa quan hệ với Mỹ,. Theo lời mời của ông một nhóm các bác sĩ phẫu thuật tạo hình Hoa Kỳ, dẫn đầu bởi bác sĩ Craig Merrel đã tình nguyện đến Việt Nam và bắt đầu chương trình điều trị cho các bệnh nhân cần sự can thiệp của vi phẫu thuật. Bác sĩ Craig Merrel cùng các đồng nghiệp đã giới thiệu các kỹ thuật cao trong ngành đến các chuyên gia hàng đầu của Việt Nam. Craig Merrel và Nguyễn Huy Phan nhanh chóng thân thiết, gắn bó như những người anh em, cùng hết lòng truyền dạy kỹ thuật vi phẫu cho các bác sĩ trẻ tại bệnh viện 108.

## Danh hiệu
- Thầy thuốc Nhân dân
- Huân chương Độc lập hạng Nhất
- Huân chương Quân công hạng Nhì
- Huân chương Kháng chiến hạng Nhì
- Huân chương Chiến công hạng Nhất, hai hạng Nhì, hai hạng Ba
- Huân chương Chiến sĩ vẻ vang hạng Nhất, hạng Nhì, hạng Ba
- Huân chương Kháng chiến chống Mỹ cứu nước hạng Nhất
- Huy hiệu Vì thế hệ Trẻ
- Huy hiệu Vì sự nghiệp Y tế Nhân dân[7]

## Câu nói
| “                           | Xin đừng xem phẫu thuật thẩm mỹ là việc làm phù phiếm. Chúng ta cần làm cho con người ngày càng đẹp hơn trong sự hài hoà của một cơ thể Việt Nam. Ước gì tôi gặp lại được cô dân công chiến dịch ngày xưa... | ” |
| — Nguyễn Huy Phan, năm 1995 | |   |

| “                           | Ở Quân y viện 108 có 6, 7 anh em luôn theo tôi trong các ca mổ, đứng đầu là Phó giáo sư, Phó tiến sĩ đại tá Nguyễn Bắc Hùng - người đã trực tiếp tạo hình dương vật 5 trường hợp (trong số 54 trường hợp đã nêu), rồi trung tá bác sĩ Bạch Quang Tuyến... Tất cả đều đã làm chủ được kỹ thuật tạo hình dương vật bằng vi phẫu thuật mạch máu - thần kinh. Đội ngũ cộng sự thân thiết hôm nay đã có đủ sức, đủ tài để một ngày mai thay thế tôi trong lĩnh vực này.. | ” |
| — Nguyễn Huy Phan, năm 1995 | |   |

## Học trò tiêu biểu
1. Phó giáo sư, Tiến sĩ Nguyễn Bắc Hùng: Tốt nghiệp Đại học Y Hà Nội năm 1966, được cử đi làm nghiên cứu sinh tại Viện Phẫu thuật hàm mặt và Tạo hình, trường Đại học Y Vacsava, Ba Lan năm 1974, bảo vệ thành công luận án Phó tiến sĩ năm 1978. Về nước, ông giữ chức vụ Trưởng Khoa Phẫu thuật Tạo hình Bệnh viện Quân y 108. Năm 1990, là Phó Giám đốc, Tổng Chủ nhiệm khoa ngoại Bệnh viện này. Ông đảm nhận vị trí Phó Giám đốc Bệnh viện đến năm 2005. Năm 1997 Nguyễn Bắc Hùng được giao nhiệm vụ là Trưởng Bộ môn Phẫu thuật tạo hình, Trường Đại học Y Hà Nội. Những chức vụ của ông là kế nhiệm vị trí của thầy giáo của mình là Nguyễn Huy Phan và được thầy tin tưởng đề cử làm.[10]